# Winter Carols
Winter Carols er et julealbum udgivet af det britisk amerikanske folkrockband Blackmore's Night. det blev udgive i Storbritannien i oktober 2006 og d. 7. november i USA. Det er gruppens sjette studiealbum. Motivet på omslaget er malet af Karsten Topelmann, og er en inspireret af en gade i den tyske by Rothenburg ob der Tauber, i tråd med bandets kraftige indflydelse af renæssancen. Den samme gade er vist på omslaget af gruppens andet studiealbum Under a Violet Moon fra 1999. På Winter Carols er gaden afbildet om vinteren, men den på Under a Violet Moon er afbildet på en sommernat.
I december 2006 kom Winter Carols ind som #7 på USA Billboard New Age Charts.
Albummet vandt New Age Reporter Lifestyle Music Award som Best Holiday Album.

## Spor
| #   | Titel                                                | Sangskriver(e)                  | Længde |
| --- | ---------------------------------------------------- | ------------------------------- | ------ |
| 1.  | "Hark the Herald Angels Sing / Come All Ye Faithful" | trad.                           | 3:48   |
| 2.  | "I Saw Three Ships"                                  | trad.                           | 2:39   |
| 3.  | "Winter (Basse Dance)"                               | Ritchie Blackmore               | 3:08   |
| 4.  | "Ding Dong Merrily on High"                          | trad.                           | 3:15   |
| 5.  | "Ma-O-Tzur"                                          | trad.                           | 2:20   |
| 6.  | "Good King Wenceslas"                                | trad.                           | 4:45   |
| 7.  | "Lord of the Dance / Simple Gifts"                   | Sydney Carter / Joseph Brackett | 3:33   |
| 8.  | "We Three Kings"                                     | trad.                           | 4:48   |
| 9.  | "Wish You Were Here" (sang fra Shadow of the Moon)   | Leskelä Teijo                   | 5:04   |
| 10. | "Emmanuel"                                           | trad.                           | 3:30   |
| 11. | "Christmas Eve"                                      | Blackmore, Candice Night        | 4:20   |
| 12. | "We Wish You a Merry Christmas"                      | trad.                           | 1:25   |

### 2013-genudgivelse
Albummet blev genudgivet i 2013 med tilføjelse af en CD med live-versioner af sangene, samt julesinglen "Christmas Eve", der var blevet genbearbejdet.
| #   | Titel                                                                              | Sangskriver(e)           | Længde |
| --- | ---------------------------------------------------------------------------------- | ------------------------ | ------ |
| 1.  | "Hark the Herald Angels Sing / Come All Ye Faithful - Live fra Minstrel Hall 2013" | trad.                    | 4:12   |
| 2.  | "Emmanuel – Live fra Minstrel Hall 2013"                                           | trad.                    | 4:35   |
| 3.  | "We Three Kings – Live fra Minstrel Hall 2013"                                     | trad.                    | 5:26   |
| 4.  | "Ma-O-Tzur – Live fra Minstrel Hall 2013"                                          | trad.                    | 5:26   |
| 5.  | "Good King Wenceslas – Live fra Minstrel Hall 2013"                                | trad.                    | 6:13   |
| 6.  | "Christmas Eve – 2013 Version"                                                     | Blackmore, Candice Night | 4:33   |
| 7.  | "Christmas Eve – German Radio Edit"                                                | Blackmore, Candice Night | 3:56   |
| 8.  | "Christmas Eve – English & German Radio Edit"                                      | Blackmore, Candice Night | 3:56   |
| 9.  | "Christmas Eve – English Radio Edit"                                               | Blackmore, Candice Night | 3:56   |
| 10. | "Christmas Eve – Video"                                                            | Blackmore, Candice Night |        |

### 2017-genudgivelse

#### Disc 1
| #   | Titel                                                | Sangskriver(e)                  | Længde |
| --- | ---------------------------------------------------- | ------------------------------- | ------ |
| 1.  | "Deck the Halls" (2017 New recording)                | trad.                           | 2:45   |
| 2.  | "God Rest Ye Merry Gentlemen" (2017 New recording)   | trad.                           | 4:33   |
| 3.  | "Oh Christmas Tree" (2017 New recording)             | trad.                           | 4:54   |
| 4.  | "Hark the Herald Angels Sing / Come All Ye Faithful" | trad.                           | 3:50   |
| 5.  | "I Saw Three Ships"                                  | trad.                           | 2:40   |
| 6.  | "Winter (Basse Dance)"                               | Ritchie Blackmore               | 3:07   |
| 7.  | "Ding Dong Merrily on High"                          | trad.                           | 3:16   |
| 8.  | "Ma-O-Tzur"                                          | trad.                           | 2:19   |
| 9.  | "Good King Wenceslas"                                | trad.                           | 4:44   |
| 10. | "Lord of the Dance / Simple Gifts"                   | Sydney Carter / Joseph Brackett | 3:34   |
| 11. | "We Three Kings"                                     | trad.                           | 4:48   |
| 12. | "Wish You Were Here" (sang fra Shadow of the Moon)   | Leskelä Teijo                   | 5:02   |
| 13. | "Emmanuel"                                           | trad.                           | 3:32   |
| 14. | "Christmas Eve"                                      | Blackmore, Candice Night        | 4:20   |
| 15. | "We Wish You a Merry Christmas"                      | trad.                           | 1:21   |

#### Disc 2
| #   | Titel                                                                              | Sangskriver(e)           | Længde |
| --- | ---------------------------------------------------------------------------------- | ------------------------ | ------ |
| 1.  | "Hark the Herald Angels Sing / Come All Ye Faithful – Live fra Minstrel Hall 2013" | trad.                    | 4:12   |
| 2.  | "Emmanuel – Live fra Minstrel Hall 2013"                                           | trad.                    | 4:35   |
| 3.  | "We Three Kings – Live fra Minstrel Hall 2013"                                     | trad.                    | 5:26   |
| 4.  | "Ma-O-Tzur – Live fra Minstrel Hall 2013"                                          | trad.                    | 5:26   |
| 5.  | "Good King Wenceslas – Live fra Minstrel Hall 2013"                                | trad.                    | 6:13   |
| 6.  | "Christmas Eve – 2013 Version"                                                     | Blackmore, Candice Night | 4:33   |
| 7.  | "Christmas Eve – German Radio Edit"                                                | Blackmore, Candice Night | 3:56   |
| 8.  | "Christmas Eve – English & German Radio Edit"                                      | Blackmore, Candice Night | 3:56   |
| 9.  | "Christmas Eve – English Radio Edit"                                               | Blackmore, Candice Night | 3:56   |
| 10. | "Christmas Eve – Video"                                                            | Blackmore, Candice Night |        |

### 2021-udgave

#### Disc 1
| #   | Titel                                                     | Sangskriver(e)                  | Længde |
| --- | --------------------------------------------------------- | ------------------------------- | ------ |
| 1.  | "Coventry Carol" (2021 New recording)                     | trad.                           | 3:07   |
| 2.  | "Deck the Halls"                                          | trad.                           | 2:45   |
| 3.  | "God Rest Ye Merry Gentlemen"                             | trad.                           | 4:33   |
| 4.  | "Oh Christmas Tree"                                       | trad.                           | 4:54   |
| 5.  | "Hark the Herald Angels Sing / Come All Ye Faithful"      | trad.                           | 3:50   |
| 6.  | "I Saw Three Ships"                                       | trad.                           | 2:40   |
| 7.  | "Winter (Basse Dance)"                                    | Ritchie Blackmore               | 3:07   |
| 8.  | "Ding Dong Merrily on High"                               | trad.                           | 3:16   |
| 9.  | "Ma-O-Tzur"                                               | trad.                           | 2:19   |
| 10. | "Good King Wenceslas"                                     | trad.                           | 4:44   |
| 11. | "Lord of the Dance / Simple Gifts"                        | Sydney Carter / Joseph Brackett | 3:34   |
| 12. | "We Three Kings"                                          | trad.                           | 4:48   |
| 13. | "Wish You Were Here (2021)" (sang fra Shadow of the Moon) | Leskelä Teijo                   | 5:01   |
| 14. | "Emmanuel"                                                | trad.                           | 3:32   |
| 15. | "Christmas Eve"                                           | Blackmore, Candice Night        | 4:20   |
| 16. | "We Wish You a Merry Christmas"                           | trad.                           | 1:21   |

#### Disc 2
| #   | Titel                                                                             | Sangskriver(e)           | Længde |
| --- | --------------------------------------------------------------------------------- | ------------------------ | ------ |
| 1.  | "Crowning of the King" (sang fra Fires at Midnight)                               | trad.                    | 4:26   |
| 2.  | "Here We Come A-Caroling"                                                         | trad.                    | 2:20   |
| 3.  | "It Came Upon a Midnight Clear"                                                   | trad.                    | 1:58   |
| 4.  | "O Little Town of Bethlehem"                                                      | trad.                    | 3:16   |
| 5.  | "Silent Night"                                                                    | trad.                    | 2:38   |
| 6.  | "Christmas Eve (2013 Version)"                                                    | Blackmore, Candice Night | 4:33   |
| 7.  | "Hark the Herald Angels Sing / Come All Ye Faithful (Live fra Minstal Hall 2013)" | trad.                    | 4:12   |
| 8.  | "Emmanuel (Live fra Minstrel Hall 2013)"                                          | trad.                    | 4:35   |
| 9.  | "We Three Kings (Live fra Minstrel Hall 2013)"                                    | trad.                    | 5:26   |
| 10. | "Ma-O-Tzur (Live fra Minstrel Hall 2013)"                                         | trad.                    | 5:26   |
| 11. | "Good King Wenceslas (Live fra Minstrel Hall 2013)"                               | trad.                    | 6:13   |

## Personel
- Ritchie Blackmore – arrangement, guitar, mandola, nøgleharpe, drejelire, percussion
- Candice Night – vokal, skalmeje, tinwhistle
- Pat Regan – produktion, arrangements keyboard
- Sir Robert of Normandie (Robert Curiano) – bas
- Sisters of the Moon: Lady Madeline and Lady Nancy (Madeline og Nancy Posner) – kor
- Bard David of Larchmont (David Baranowski) – keyboard
- Sarah Steiding – violin
- Anton Fig – Trommer
- Albert Dannemann – sækkepibe, baggrundsvokal
- Ian Robertson og Jim Manngard – baggrundsvokal